# Des Moines River
Der Des Moines River ist ein etwa 845 km (525 Meilen) langer rechter Zufluss des Mississippi River im oberen mittleren Westen der USA.
Er entspringt im südlichen Minnesota, durchfließt Iowa von Nordwesten nach Südosten und mündet schließlich bei Keokuk in den Mississippi. Die Staatshauptstadt Des Moines verdankt diesem größten Fluss Iowas ihren Namen.
Die Herkunft des Namens ist nicht ganz klar. Ursprünglich wurde er wohl von französischen Entdeckern La Rivière des Moines, also „Mönchsfluss“ genannt. Nach anderen Theorien soll der Name von Moingona abstammen, einer Untergruppe der ursprünglich in der Gegend ansässigen Peoria-Indianer.
Vor dem Bau der großen Eisenbahnlinien (ca. 1860) war der Des Moines der Haupttransportweg durch Iowa. Während eines historischen Hochwassers 1993 mussten die Stadt Des Moines und benachbarte Gemeinden teilweise evakuiert werden.

## Orte, die an diesem Fluss liegen
- Algona
- Armstrong
- Bonaparte
- Chillicothe
- Currie
- Dakota City
- Des Moines
- Douds
- Eddyville
- Eldon
- Estherville
- Farmington
- Fort Dodge
- Fraser
- Graettinger
- Humboldt
- Jackson
- Johnston
- Keokuk
- Keosauqua
- Lehigh
- Leando
- Ottumwa
- Rutland
- Windom

## Andere Namen
Gemäß dem Geographic Names Information System ist/war der Des Moines River auch bekannt als:
- La Riviere des Moins
- Le Moine River
- Monk River
- Nadouessioux River
- Outontantes River
- River Demoin
- River of the Maskoutens
- River of the Peouareas